# Guy Ravier
Pour les articles homonymes, voir Ravier.
Guy Ravier, né le 29 novembre 1937 à Avignon (Vaucluse) et mort le 12 octobre 2023 à Eygalières,, est un enseignant et homme politique français.
Professeur de collège et membre du Parti socialiste, il est maire d'Avignon entre 1989 et 1995.
Il est élu député de la première circonscription de Vaucluse pour la IXe législature de la Cinquième République française entre 1988 et 1993.